# Mulindry House
Mulindry House, auch Caisteal Mhic Dhomhnuill oder Mullintrae House, ist die Ruine eines befestigten Hauses nördlich der Mulindry Farm auf der Insel Islay in der schottischen Council Area Argyll and Bute.

## Geschichte
Angus MacDonald, 8. of Dunnyveg, lud Sir Lachlan Mor MacLean, den Clanchef der MacLeans, der gerade seine Ländereien auf Islay besuchte, 1586 in sein Haus in Mulindry ein. Sir Lachlan zögerte, der Einladung zu folgen, aber erklärte sich dann doch mit dem Besuch einverstanden, da er Angus’ Sohn James und seinen Bruder Ranald als Geiseln hatte. Er brachte 86 Gefolgsleute und Angus’ Sohn James mit, während er Ranald in Ketten auf Duart Castle zurückließ. Nachdem Sir Lachlan in einem angrenzenden Wohnhaus untergebracht war, wurde das Haus von 300–400 bewaffneten Männern umstellt. Angus rief nach Sir Lachlan, er sollte herauskommen und sich ihm im Kampf stellen, aber Sir Lachlan kam stattdessen mit Angus’ Sohn James zur Tür. James setzte sich bei seinem Vater dafür ein, seinen Onkel zu verschonen, und Angus erklärte sich damit einverstanden, Sir Lachlan gefangen zu halten.
Sir Lachlan wurde in einer Kammer in Mulindry House gefangen gehalten, während seine Gefolgschaft überzeugt wurde, gegen Versicherungen, dass ihr Leben geschont würde, sich ergab. Zwei allerdings weigerten sich, ein Verwandter von Sir Lachlan und der Gesetzlose MacDhomhnuill Herraich vom Clan Uisdein. Sie waren entschlossen und zogen sich in das angrenzende Haus zurück. Als es bis auf die Grundmauern niedergebrannt wurde, kamen sie darin um. Nachdem die Nachricht von Sir Lachlans Gefangennahme bekannt geworden war, ließ Allan MacLean, ein Verwandter von Sir Lachlan, der auf mehr Einfluss im Falle des Todes von Sir Lachlan hoffte, ein Gerücht streuen, dass Ranald, der in Duart Castle gefangen gehalten wurde, als Vergeltung umgebracht worden sei. Der Bruder von Angus und Ranald, Coll, war über diese Nachricht verärgert und ließ jeden Tag zwei der MacLean-Gefangenen umbringen, bis schließlich nur Sir Lachlan und John Dubh of Morvern übrigblieben. Sir Lachlan wurde freigelassen, nachdem Angus eine große Zahl von Geiseln erhalten hatte und auch Ranald freigelassen worden war.

## Beschreibung der Ruine
Heute ist von dem Haus nur noch eine kleine Ansammlung von Steinen 500 Meter südöstlich von Neriby erhalten. Die Steine sind über eine Fläche von etwa 22 Metern × 22 Metern verstreut. Im Laufe der Zeit wurden viele Bausteine von der Ruine des Hauses entfernt. Die Überreste stehen heute noch etwa einen Meter hoch.